# Петровський Костянтин Остапович
Петро́вський Костянти́н Оста́пович (14 квітня 1907 — 26 липня 1991) — командир 159-ї Полоцької ордена Леніна, Червонопрапорної, орденів Суворова і Кутузова танкової бригади 1-го танкового Інстербурзького Червонопрапорного танкового корпусу 3-го Білоруського фронту, полковник. Герой Радянського Союзу.

## Біографія

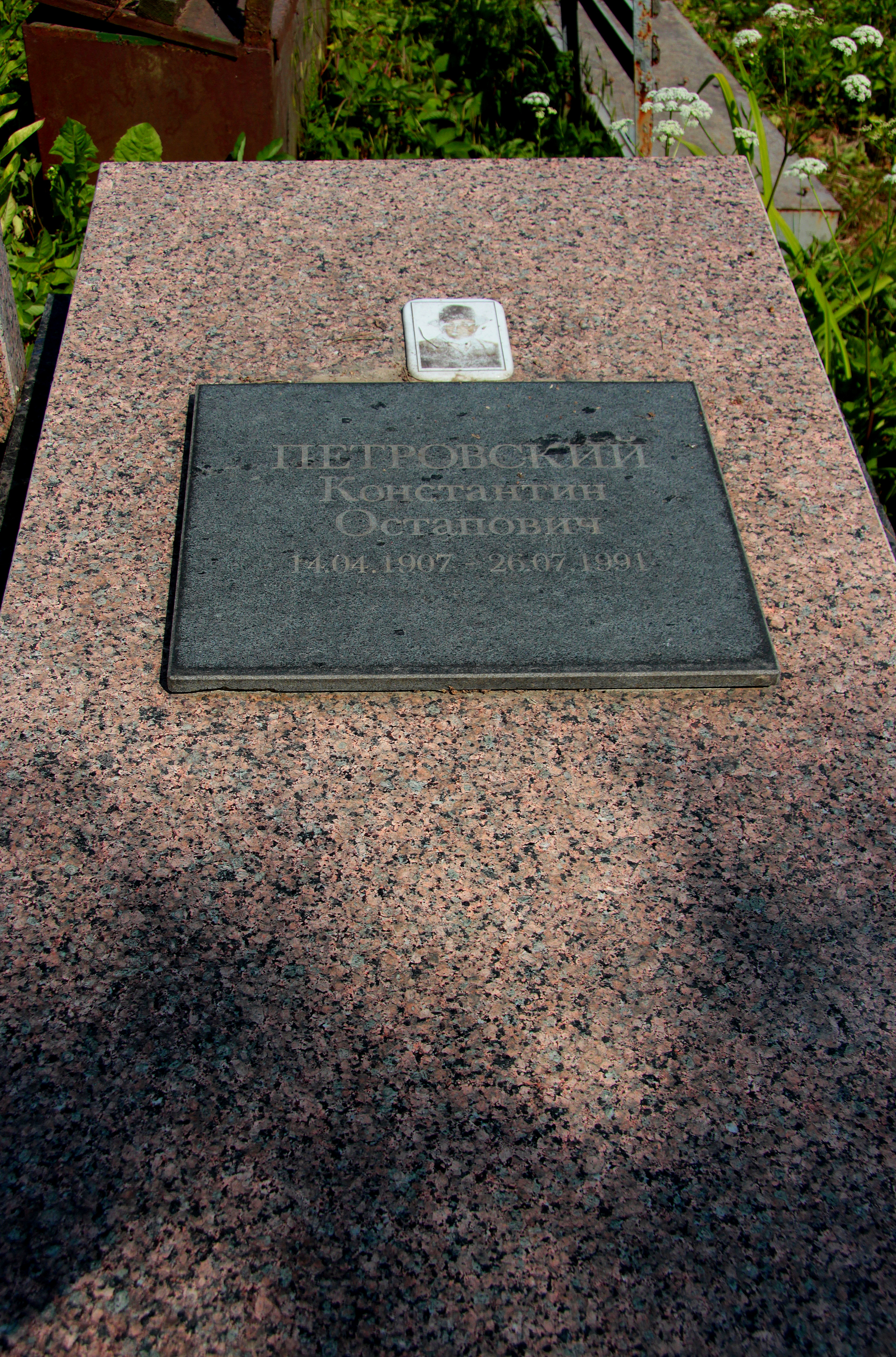

Народився 14 квітня 1907 року в селі Леніне Кривоозерського району Миколаївської області в селянській родині. Українець. Член ВКП(б) з 1931 року.
Закінчив середню школу, працював секретарем сільської ради.
У грудні 1929 року призваний до лав РСЧА Первомайським РВК Одеської (нині Миколаївської) області. У 1933 році закінчив Київське військове піхотне училище, у 1937 році — автобронетанкові курси.
Учасник Польського походу РСЧА 1939 року в Західну Україну.
Початок німецько-радянської війни зустрів на посаді заступника командира 3-го мотоциклетного полку з політчастини 4-го механізованого корпусу в Київському Особливому військовому окрузі, батальйонний комісар.
Брав участь в оборонних боях на Західній Україні, у Київській оборонній операції, в Московській битві. Був п'ять разів поранений: тричі у 1941 році, двічі у 1943 році.
З березня 1942 року — комісар 117-ї танкової бригади, що формувалася в Московському військовому окрузі, а у липні 1942 року була передана до 11-ї армії Північно-Західного фронту. У жовтні 1942 року, у зв'язку зі скасуванням інституту комісарів, перепризначений на посаду заступника командира цієї бригади з політчастини. У тому ж місяці бригада передана до складу 1-го танкового корпусу 5-ї танкової армії Донського фронту.
Учасник Сталінградської битви. У період з 19 по 26 листопада 1942 року бригада прорвала оборонний рубіж ворога і просунулася вперед більш, як на 100 кілометрів. При цьому було знищено і захоплено 41 танк, 125 гармат, 1208 автомобілів, знищено понад 1000 солдатів ворога і до 500 взято в полон. У цих боях проявив особисту мужність і відвагу, знаходився в передових частинах, у складних ситуаціях приймав відповідальні рішення щодо дій танкістів, очолював танкові атаки. Був представлений до присвоєння звання Героя Радянського Союзу, але командувачем армії нагорода була замінена на орден Червоного Прапора.
З квітня 1943 року — командир 248-го окремого танкового полку 21-ї армії Західному фронті, з серпня 1943 року — на Брянському фронті, з листопада 1943 року — на 1-му Прибалтійському фронті. Брав участь в Орловській, Брянській, Смоленській, Невельсько-Городоцькій наступальних операціях.
З червня по жовтень 1944 року — навчався на Курсах удосконалення командного складу (КУКС).
З 7 жовтня 1944 року і до кінця війни — командир 159-ї танкової бригади 1-го танкового корпусу на 3-му Білоруському фронті, брав участь у Прибалтійській і Східно-Прусській наступальних операціях.
Особливо полковник К. О. Петровський відзначився в ході Східно-Прусської наступальної операції. З 16 по 20 січня 1945 року він організував прорив глибокоешелонованої оборони ворога і форсування річки Інстер в районі сучасного села Большаково Славського району Калінінградської області.
У квітні 1945 року брав участь у штурмі Кенігсберга.
З 1945 року — начальник штабу танкової дивізії в Особливому військовому окрузі (Кенігсберг, з 1946 року — Калінінград).
З квітня 1947 року — командир 181-го танко-автомобільного полку 24-ї механізованої Залізної дивізії Прикарпатського військового округу.
У 1948 році призначений заступником командира механізованої дивізії в тому ж окрузі.
З 1948 року — начальник автотракторного управління Прикарпатського військового округу.
З 1961 року — в запасі. Жив у місті Львів. Помер 26 липня 1991 року. Похований на полі 2 Голосківського цвинтаря.

## Нагороди і почесні звання
Указом Президії Верховної Ради СРСР від 19 квітня 1945 року за видатні мужність і героїзм, проявлені при виконанні завдань командування на фронті боротьби з німецько-фашистськими загарбниками полковнику Петровському Костянтину Остаповичу присвоєно звання Героя Радянського Союзу з врученням ордена Леніна і медалі «Золота Зірка» (№ 7200).
Нагороджений двома орденами Леніна (19.04.1945, 5.11.1954), трьома орденами Червоного Прапора (15.01.1942, 22.02.1943, 15.11.1950), орденами Суворова 2-го ступеня (22.07.1944), Олександра Невського (30.09.1943), двома орденами Вітчизняної війни 1-го ступеню (7.09.1943, 11.03.1985), орденом Червоної Зірки (21.02.1945), медалями.